# وتسی پورتیو
وتسی پورتیو (به ایتالیایی: Vezzi Portio) یک کومونه در ایتالیا است که در استان ساونا واقع شده‌است.

## خصوصیات
وتسی پورتیو ۹٫۷ کیلومترمربع مساحت و ۷۲۹ نفر جمعیت دارد.